# Taedia marmorata
Taedia marmorata är en insektsart som först beskrevs av Philip Reese Uhler 1894.  Taedia marmorata ingår i släktet Taedia och familjen ängsskinnbaggar. Inga underarter finns listade i Catalogue of Life.